# Anomoia leucochila
Anomoia leucochila är en tvåvingeart som beskrevs av Ito 1984. Anomoia leucochila ingår i släktet Anomoia och familjen borrflugor. Inga underarter finns listade i Catalogue of Life.